# Alfred Bieler
Alfred Bieler   (Sankt Moritz, 18 d'abril de 1923 - Zúric, 24 d'abril de 2013) va ser un jugador d'hoquei sobre gel suís que va competir entre finals de la dècada de 1930 i començaments de la de 1950.
El 1948 va prendre part en els Jocs Olímpics de Sankt Moritz, on guanyà la medalla de bronze en la competició d'hoquei sobre gel. En el seu palmarès també destaquen dues medalles de bronze al Campionat del Món d'hoquei gel, el 1950 i 1951. Entre 1939 i 1951 jugà 53 partits i marcà 60 gols amb la selecció suïssa. A nivell de clubs jugà al Hockey Club Saint-Moritz i des de 1943 al Zürcher SC, amb qui guanyà la lliga suïssa de 1949.